# Stalybridge Celtic Football Club
El Stalybridge Celtic Football Club es un equipo de fútbol de Inglaterra que juega en la Northern Premier League.

## Historia
La formación del club generalmente dice que fue en 1909, sin embargo, puede haber sido en 1905 cuando se formó un club amateur con el mismo nombre. Había jugadores llamados Storrs y Manwood que jugaron ahí de 1906 y 1909, y un jugador llamado Rhodes que jugó en el primer partido de aficionados; Herbert Rhodes fue un importante benefactor del posterior Celtic.
El club jugó durante dos temporadas en la Liga Amateur de Lancashire y Cheshire antes de convertirse en equipo profesional y unirse a Lancashire Combination, convirtiéndose en campeones de segunda división en el primer intento. Lo siguieron con un cuarto lugar y subcampeonatos en la Liga Central. En un intento de progresar, el club se unió a la Liga del Sur. El club se reincorporó a la Liga Central para la temporada 1919-20 y en 1921 se convirtió en uno de los miembros fundadores de la Tercera División Norte de la Liga de Fútbol, sin embargo, el club renunció después de dos temporadas ya que se consideró que no podía atraer suficiente apoyo para justificar un equipo de la Liga, a pesar de que el promedio de asistencia de 5480 en 1922 fue casi 2000 más que su vecino Rochdale, de la misma liga.
Se unieron a los miembros restantes de la Liga del condado de Cheshire por los siguientes 60 años y ganaron el título solo una vez en 1980. Con la fusión de la liga con Lancashire Combination en 1982, se convirtieron en miembros fundadores de la Liga de los condados del noroeste, ganando el título en 1984 y 1987; y el último triunfo resultó en su ascenso a la Northern Premier League (NPL). En 1992, el club ganó el título de liga y fue ascendido a la Conference National, jugando a ese nivel durante seis temporadas hasta 1998 antes de ser relegado a la NPL nuevamente luego de terminar último.
En 2000-01 el club tuvo una de las mejores temporadas de su historia, logrando un triplete de la Cheshire Senior Cup, la President's Cup y la Northern Premier League Premier Division, siendo así ascendido de nuevo a la Football Conference (aunque fueron relegados después de una sola temporada). Cuando la conferencia agregó un segundo nivel para la temporada 2004-05, el club se convirtió en uno de los fundadores de la nueva Conference North. Hasta el final de la temporada 2006-07, el entrenador fue John Reed, quien tenía una amplia experiencia como entrenador en el fútbol inglés fuera de la liga, incluidas tres temporadas exitosas como entrenador de Harrogate Town FC. El 30 de mayo de 2007, Steve Burr fue nombrado gerente.
La temporada 2007-08 fue una de las mejores de los últimos tiempos; después de terminar 18.º el año anterior, un tercer puesto en la liga significó que se presentó una oportunidad de ascenso a la Conference National a través de los play-offs. Después de llegar a la final, se le negó el ascenso al Stalybridge después de una derrota por 1-0 ante el Barrow FC.
El club continuó en la Conference North durante las siguientes tres temporadas; ubicándose sexto en la temporada 2008-09 en la que el entrenador Steve Burr se fue a Kidderminster FC, décimo en la temporada 2009-10, y décimo nuevamente en la temporada 2010-11.
En la temporada 2011-12 eran un gran contendiente para un lugar de promoción en febrero antes de que un conjunto de resultados deficientes hiciera que sus esperanzas se esfumaran hacia el final de la temporada, terminando sexto, justo debajo del último lugar de playoffs.
En la temporada 2012-13 después de languidecer cerca de la zona de descenso durante la mayor parte del año, terminaron en el lugar 11 tras una racha invicta de 9 partidos. El Stalybridge también llegó a la final de la Cheshire Senior Cup, perdiendo 2-1 ante el Chester FC.
La temporada 2013-14 tampoco fue buena, ya que el Stalybridge terminó en el puesto 19, evitando por poco el descenso por 2 puntos. Jim Harvey fue despedido en octubre de 2013, siendo reemplazado por el exjugador Keith Briggs. Aseguraron su permanencia en la Conference North por otra temporada con un empate 1-1 contra Bradford Park Avenue AFC en el penúltimo juego de la temporada.
Podría decirse que la temporada 2014-15 fue la peor en mucho tiempo. El Stalybridge luchó por mantener la cabeza fuera del agua, lo que llevó a la renuncia de Keith Briggs en marzo de 2015. Fue reemplazado por el mánager tres veces ganador de la Conference North, Liam Watson. Esto trajo un cambio en los resultados, con Watson solo perdiendo 1 de sus 7 juegos a cargo, ganando 4. La supervivencia se redujo al juego final contra Gainsborough, con el Stalybridge necesitando mejorar los resultados ante Colwyn Bay FC y Brackley FC. Un partido palpitante terminó 4-4, y salvaron la categoría por diferencia de goles. El club descendió de la Premier Division de la NPL en la Temporada 2022-23.

## Palmarés
- Challenge Shield (2): 1955, 1978
- Cheshire County League (1): 1980
- Cheshire County League Cup (1): 1922
- Cheshire Senior Cup (2): 1953, 2001
- Edward Case Cup (1): 1978
- Intermediate Cup (2): 1958, 1969
- Lancashire & Cheshire League Division 1 (1): 1910-11
- Lancashire Combination Division Two (2): 1912
- Lancashire Floodlit Cup (1): 1989
- Manchester Senior Cup (1): 1923
- North West Counties League (2): 1984, 1987
- North West Counties Super Cup (1): 1984
- Northern Premier League (2): 1991–92, 2000–01
- Northern Premier League Challenge Cup (1): 1999
- Northern Premier League President's Cup (2): 2001, 2003
- Peter Swales Shield (1): 1992